# Paesi Bassi al Junior Eurovision Song Contest
I Paesi Bassi è l'unica nazione che ha partecipato a tutte le edizioni della competizione.
NPO è la rete responsabile per l'organizzazione della partecipazione; il brano è scelto tramite una selezione nazionale chiamata Junior Songfestival, in cui i partecipanti si presentano con un brano scritto di proprio pugno ed il vincitore viene scelto tramite il televoto.
I Paesi Bassi hanno vinto la manifestazione nel 2009 con Ralf Mackenbach, che ha interpretato Click Clack; questa vittoria è stata la prima per i Paesi Bassi in una manifestazione dell'Eurovisione da quella ottenuta all'Eurovision Song Contest 1975.
Ha ospitato la manifestazione nel 2007, all'Ahoy di Rotterdam, e nel 2012, facendone così il primo Stato ad ospitarlo due volte in assoluto.

## Partecipazioni
- Primo posto
- Secondo posto
- Terzo posto
- Ultimo posto

| Anno | Artista             | Canzone                | Lingua            | Posizione | Posizione |
| Anno | Artista             | Canzone                | Lingua            | Finale    | Punti     |
| ---- | ------------------- | ---------------------- | ----------------- | --------- | --------- |
| 2003 | Roel                | Mijn ogen zeggen alles | Olandese          | 11º       | 23        |
| 2004 | Klaartje & Nicky    | Hij is een kei         | Olandese          | 11º       | 27        |
| 2005 | Tess                | Stupid                 | Olandese          | 7º        | 82        |
| 2006 | Kimberly            | Goed                   | Olandese          | 12º       | 44        |
| 2007 | Lisa, Amy & Shelley | Adem in, adem uit      | Olandese          | 11º       | 39        |
| 2008 | Marissa             | 1 dag                  | Olandese          | 13º       | 27        |
| 2009 | Ralf Mackenbach     | Click Clack            | Olandese, inglese | 1º        | 121       |
| 2010 | Anna & Senna        | My Family              | Olandese, inglese | 9º        | 52        |
| 2011 | Rachel              | Teenager               | Olandese          | 2º        | 103       |
| 2012 | Femke Meines        | Tik Tak Tik            | Olandese          | 7º        | 69        |
| 2013 | Mylène & Rosanne    | Double Me              | Olandese, inglese | 8º        | 59        |
| 2014 | Julia               | Around                 | Olandese, inglese | 8º        | 70        |
| 2015 | Shalisa             | Million Lights         | Olandese, inglese | 15º       | 35        |
| 2016 | Kisses              | Kisses and Dancin'     | Olandese, inglese | 8º        | 174       |
| 2017 | Fource              | Love Me                | Olandese, inglese | 4º        | 156       |
| 2018 | Max & Anne          | Samen                  | Olandese, inglese | 13º       | 91        |
| 2019 | Matheu              | Dans met jou           | Olandese, inglese | 4º        | 186       |
| 2020 | Unity               | Best Friends           | Olandese, inglese | 4º        | 132       |
| 2021 | Ayana               | Mata sugu aō ne        | Olandese, inglese | 19º       | 43        |
| 2022 | Luna                | La festa               | Olandese, inglese | 7º        | 128       |
| 2023 | Sep & Jasmijn       | Holding On to You      | Olandese, inglese | 7º        | 124       |
| 2024 | Stay Tuned          | Music                  | Olandese, inglese | 10º       | 91        |
| 2025 |                     |                        |                   |           |           |

## Storia delle votazioni
Al 2020, le votazioni dei Paesi Bassi sono state le seguenti: 
Punti dati
| Posizione | Stato       | Punti |
| --------- | ----------- | ----- |
| 1         | Belgio      | 97    |
| 2         | Armenia     | 92    |
| 3         | Russia      | 85    |
| 4         | Georgia     | 83    |
| 5         | Bielorussia | 77    |

Punti ricevuti
| Posizione | Stato   | Punti |
| --------- | ------- | ----- |
| 1         | Belgio  | 98    |
| 2         | Armenia | 80    |
| 3         | Georgia | 72    |
| 4         | Svezia  | 64    |
| 5         | Malta   | 63    |

## Organizzazione dell'evento
| Anno | Città     | Luogo               | Conduttori                                |
| ---- | --------- | ------------------- | ----------------------------------------- |
| 2007 | Rotterdam | Ahoy Rotterdam      | Kim-Lian van der Meij e Sipke Jan Bousema |
| 2012 | Amsterdam | Heineken Music Hall | Ewout Genemans e Kim-Lian van der Meij    |